# 디아만티누 미란다
디아만티누 마누엘 페르난드스 미란다(포르투갈어: Diamantino Manuel Fernandes Miranda, 1959년 8월 3일, 리스보아 지방 무이타 ~)는 현역 시절에 줄여서 디아만티누(포르투갈어: Diamantino)로 알려진 포르투갈의 축구 감독이자 전 프로 선수로, 현역 시절에 미드필더로 활약했다. 그는 현재 모잠비크의 리가 데스포르티바를 지도하고 있다.
그는 벤피카에서 활약한 것으로 알려져 있는데,(2번에 걸쳐 총 11년) 구단의 공식 경기에 300번 넘게 출전해 11번의 주요 대회 우승을 거두었다. 은퇴 후, 그는 오랜 기간 감독으로 활동했다.
5년 동안 국가대표팀에서 활약하기도 했던 디아만티누는 포르투갈 국가대표팀 일원으로 유로 1984와 1986년 월드컵에 참가했다.

## 클럽 경력
세투발 현 무이타 출신인 디아만티누는 1980년대 벤피카의 주축 선수로, 몇 차례 프리메이라 디비상과 타사 드 포르투갈을 우승했다. 그는 1982-83 시즌에 UEFA컵 결승전에 출전했지만, 안데를레흐트에 패했고,(1차전 0-1, 2차전 1-1) 1987-88 시즌 유러피언컵 결승전에는 부상으로 빠졌는데, 이번에는 PSV에 승부차기 끝에 무릎을 꿇었다.
디아만티누는 15번의 리그 경기에 출전하고 수페르타사 칸디두 드 올리베이라를 우승한 1989-90 시즌 끝에 벤피카를 떠났다. 그는 밀란과의 또다른 유러피언컵 1990 유러피언컵 결승전|결승전]]에서 교체 선수로 대기했고, 이후 첫 프로 활약을 펼쳤던 비토리아로 복귀해 3년을 더 활약하고 33세에 은퇴했다.

## 국가대표팀 경력
디아만티누는 포르투갈 청소년 국가대표팀 소속으로 2번의 대회에 출전했다: 첫 대회는 폴란드에서 열린 1978년 유럽 U-18 선수권 대회였고, 나머지 한 대회는 일본에서 열린 1979년 세계 청소년 선수권 대회였고, 각 대회에 3경기씩 출전했다. 그는 성인 국가대표팀 경기에 22번 출전하여 5골을 기록했다. 그의 첫 경기는 1981년 11월 18일에 2-1로 이긴 스코틀랜드와의 1982년 월드컵 예선전 경기였다. 그는 유로 1984와 1986년 월드컵에서 모두 자국을 대표로 참가했다. 이 중 후자의 대회에서 1-3으로 패한 모로코와의 6월 11일 조별 리그 경기는 그의 마지막 국가대표팀 경기가 되었고, 이 경기에서 득점도 기록했다.

## 감독 경력
1994년부터 감독으로 활동한 디아만티누는 세투발 감독으로 취임해 2번을 1부 리그 무대에서 구단을 지휘했는데, 두 임기는 10년 이상 떨어져 있었다. 또한 같은 무대에서, 그는 캄푸마이오렌스를 지휘했다.
디아만티누는 세군다 디비상의 올랴넨스의 감독으로 2007-08 시즌 도중에 취임했는데, 그는 같은 해 초에 바르징을 맡았었다. 2008년 5월, 그는 벤피카로 복귀해 키케 산체스 플로레스 신임 감독의 수석 코치로 보좌했다. 둘 모두 시즌 종료 후 자리를 떠났고, 그는 유소년부로 보직을 바꾸었다.
2010년 여름, 디아만티누는 2부 리그의 파티마 감독으로 취임했다가 11월 말에 해임되었다. 그는 모잠비크의 코스타 두 솔 감독으로 취임해 처음으로 해외 무대로 나갔지만, 2013년 10월에 마리아 엘레나 타이푸 노동부 장관은 그가 감독 결정에 항의의 표시로 남아프리카 국가의 사람들을 "도둑놈들"이라고 욕하는 바람에 그를 퇴출시켜 임기가 끝났다. 2019년 1월, 그는 리가 데스포르티바 감독으로 취임하며 모삼볼라 무대로 복귀했다.

## 수상

### 선수
벤피카
- 프리메이라 디비상: 1982–83, 1983–84, 1986–87, 1988–89[17]
- 타사 드 포르투갈: 1979–80, 1982–83, 1984–85, 1985–86, 1986–87[18]
- 수페르타사 칸디두 드 올리베이라: 1985, 1989[18]
- 유러피언컵 준우승: 1987–88, 1989–90
- UEFA컵 준우승: 1982–83

### 감독
캄푸마이오렌스
- 세군다 디비상: 1996–97[19]